# 平滑间蛛
平滑间蛛（学名：Mesiotelus lubricus）为光盔蛛科间蛛属的动物。在中国大陆，分布于北京等地。该物种的模式产地在北京。